# Achmenoe
Achmenoe of Akhmenu  (Huis van het licht) is een onderdeel van de Tempel van Amon, gelegen te Karnak. Het is gebouwd door Thoetmosis III en was oorspronkelijk bedoeld om het jubileum van de koning te vieren (Hebsed). Later kreeg het bijvoegende functie bij de Opet-festival. 
In de tempel staat een lange inscriptie, de koningslijst van Karnak, hierop maakt Thoetmoses III offers aan zijn 61 voorouders. De originele koningslijst is verplaatst naar het Louvre in Parijs.

## Galerie

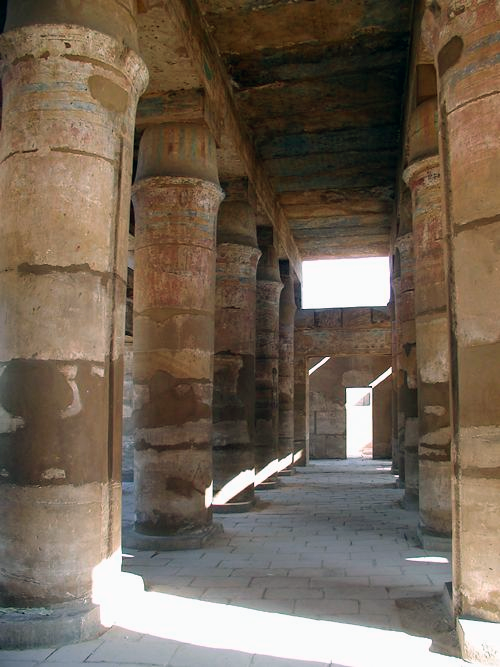
Zuilengang van het Achmenoe
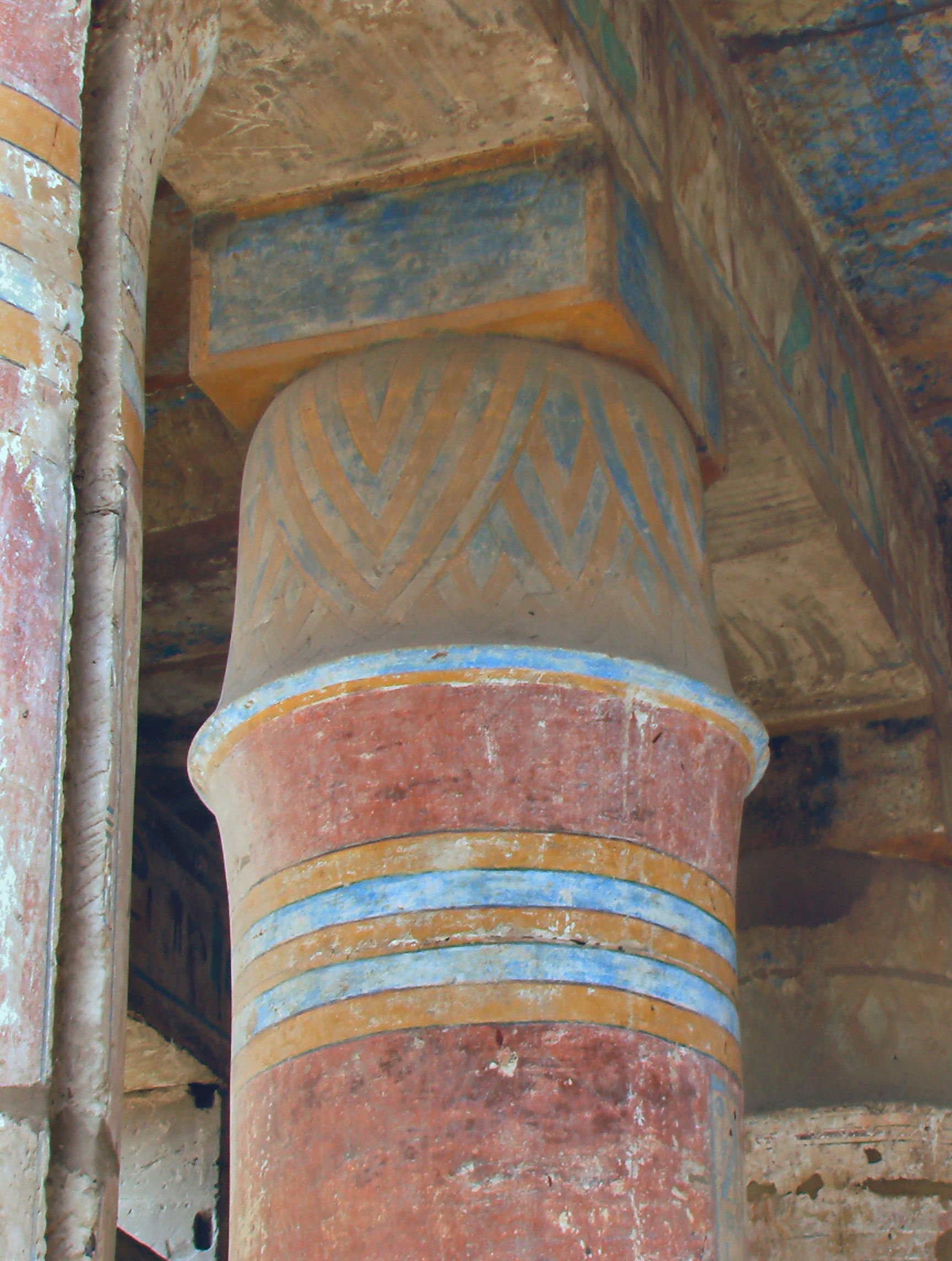
Zuil
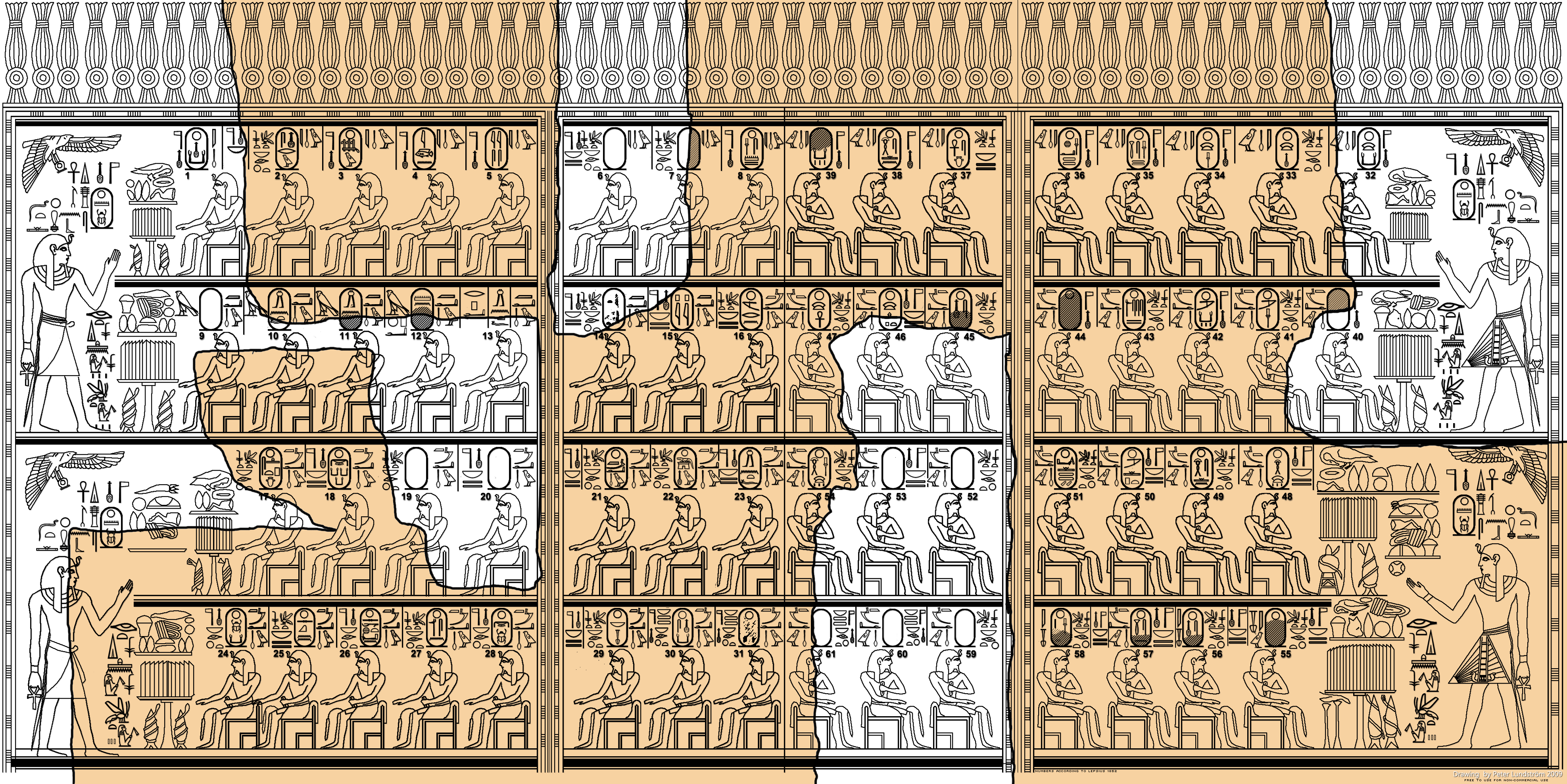
De gereconstrueerde koningslijst